# Brassac-les-Mines
Brassac-les-Mines is een gemeente in het Franse departement Puy-de-Dôme (regio Auvergne-Rhône-Alpes). De plaats maakt deel uit van het arrondissement Issoire. Brassac-les-Mines telde op 1 januari 2022 3.380 inwoners.

## Geografie
De oppervlakte van Brassac-les-Mines bedroeg op 1 januari 2022 7,2 vierkante kilometer; de bevolkingsdichtheid was toen 469,4 inwoners per km².

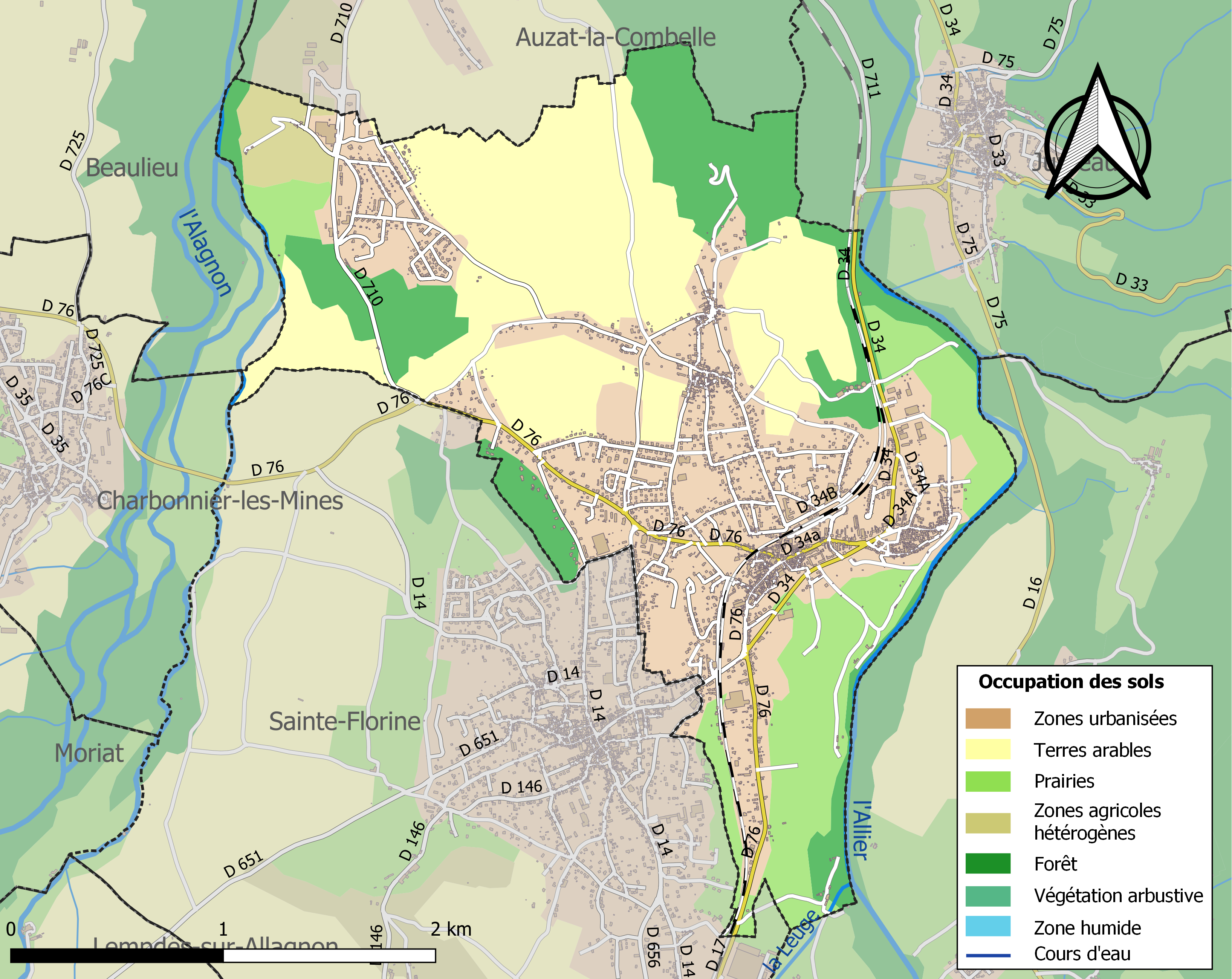
Kaart van de gemeente met belangrijkste infrastructuur, bodemgebruik en omliggende gemeenten

## Demografie
Onderstaande figuur toont het verloop van het inwonertal (bron: INSEE-tellingen).